# Парцалидис, Димитриос
Димитриос Парцалидис (греч. Δημήτρης Παρτσαλίδης; 1905—1980) — греческий политик-коммунист.
Родился в Трабзоне. Вступил в ряды Коммунистической партии и быстро вошел в политическую жизнь страны. В 1934 году был избран мэром города Кавала, став первым коммунистом, избранным на пост городского головы в Греции.
Во время Гражданской войны, 3 апреля 1949 года возглавил так называемое Временное демократическое правительство, сформированное из коммунистов на территориях, находившихся под их контролем. Оставался на посту до октября 1950 (в изгнании — с 28 августа 1949).
В октябре 1971 Парцалидис был арестован военной хунтой. Умер в Афинах 22 июня 1980. В 1978 году опубликовал свои мемуары.